# Валентиниан III
Валентиниа́н III (полное имя — Фла́вий Плаци́д Валентиниа́н; лат. Flavius Placidus Valentinianus) — император Западной Римской империи (425—455).

## Биография
Валентиниан III был сыном Констанция III, соправителя Гонория, и Галлы Плацидии, сестры последнего. Он родился в 419 году.
В 423 году в ходе противостояния дворцовых партий группировавшихся вокруг дяди-императора Гонория и матери Валентиниана — Галлы Плацидии, она была лишена титула Августы, и с детьми бежала в Константинополь к Феодосию II.
В 425 году, после смерти дяди, и восшествия Иоанна, в Фессалониках малолетного Валентиниана короновали цезарем. А после поражения узурпатора Иоанна, провозглашён императором Западной Римской империи своим двоюродным братом Феодосием II. За него управляли империей его мать Галла Плацидия (до 437 года) и Флавий Аэций.
В это время происходила борьба между двумя полководцами Аэцием и Бонифацием. Когда Бонифаций стал главнокомандующим в Ливии, Аэций был этим недоволен. Когда Бонифаций был уже далеко, Аэций оклеветал полководца, заявив что он хочет отобрать Ливию. Бонифацию он заявил, что императрица хочет его погубить. В результате Бонифаций отказался подчиняться приказу императрицы покинуть Африку и вступил в переговоры с королём вандалов Гизерихом, уговорив того переселиться из Испании в Африку. В 429 году вандалы переправились через Гибралтарский пролив и через десять лет овладели Африкой.
Аттила после разгрома Феодосия II вторгся в империю, повод который нашёл в раздорах семейства императора. Сестра Валентиниана отправила к Аттиле евнуха, и попросила вождя о помощи против брата, который хотел насильственно выдать её замуж. Аттила отправил посланников к императору, требуя прекратить давление на Гонорию, поскольку она была сговорена за него, и уступить ему половину империи. Император отказался, и в 451 году Аттила повёл войска. Флавий Аэций сумел собрать войска из различных варваров и разбить гуннов. В следующем году поход повторился, из-за отсутствия единства между имперскими войсками, гунны прошлись по Италии, разрушив Аквилеи и Медиолан. Вскоре был заключён мир с Аттилой по которому, он увёл гуннов из Италии. В 453 году, Аттила готовился к новому походу, но не успев приготовиться, скончался.
Валентиниан ненадолго пережил Аттилу. По сообщению Прокопия, что у римского сенатора Петрония Максима, жена отличалась красотой и скромностью. Император захотел вступить с ней в связь и решился на обман. Валентиниан пригласил Петрония на игру в шахматы. Проигравший должен был заплатить штраф золотом. Император победил, и, получив в залог перстень, отправил его к супруге Максима, повелев сказать ей, что её супруг приказывает ей явиться к императрице. Увидев перстень, она отправилась на носилках во дворец. Её увели в самый дальний уголок дворца, где Валентиниан её изнасиловал.
Максим начал готовить заговор против императора. Он с помощью расположенных к нему евнухов убедил императора что готовится переворот со стороны Аэция. Завидуя успеху военачальника, император приказал евнуху Ираклию убить его. После этого ему удалось ввести в число телохранителей императора двух слуг Аэция. Они во время развлечений императора на марсовом поле закололи его и евнуха Ираклия.
Валентиниан был женат с 437 года на своей родственнице Евдоксии, дочери Феодосия II и Евдокии. Имел двух дочерей, Евдокию и Плацидию, которых вандалы после захвата Рима в 455 году семь лет держали в плену в Карфагене.
После гибели Валентиниана III падение Западной Римской империи стало необратимым. В год его смерти Рим был разграблен вандалами. Петроний Максим был также убит после 78 дней правления. За ним последовала вереница «недолговечных» императоров, которые были, в основном, марионетками в руках варваров, формально управлявшими распадающейся державой. Закончился этот двадцатилетний период низложением Ромула Августа в 476 году.

## Образ в искусстве
Валетиниан III показан в историческом фильме «Аттила — завоеватель» (США, 2001 год), где эту роль исполнил Рег Роджерс.